# Маленька Міс Лейк-Панасоффкі
Маленька Міс Лейк-Панасоффкі або Маленька Міс Панасоффкі ( англ. Little Miss Lake Panasoffkee or  Little Miss Panasoffkee ) — ім'я невідомії жінки, залишки якої були знайдені 19 лютого 1971 року в Озері Панасоффкі у Флориді. Вбивство залишається нерозкритим, незважаючи на дві реконструкції обличчя жертви, в 1971 і в 2012 роках. Випадок фігурував у телешоу Unsolved Mysteries в 1993 році.

## Виявлення тіла
19 лютого 1971 два підлітки-автостопщики виявили розкладене тіло, наполовину занурене у воду в озері Панасоффкі, поруч з прилеглим шосе. Після приїзду поліції повністю одягнене і сильно розкладене тіло молодої жінки було вилучено з озера. Не було знайдено предметів, здатних ідентифікувати особистість.

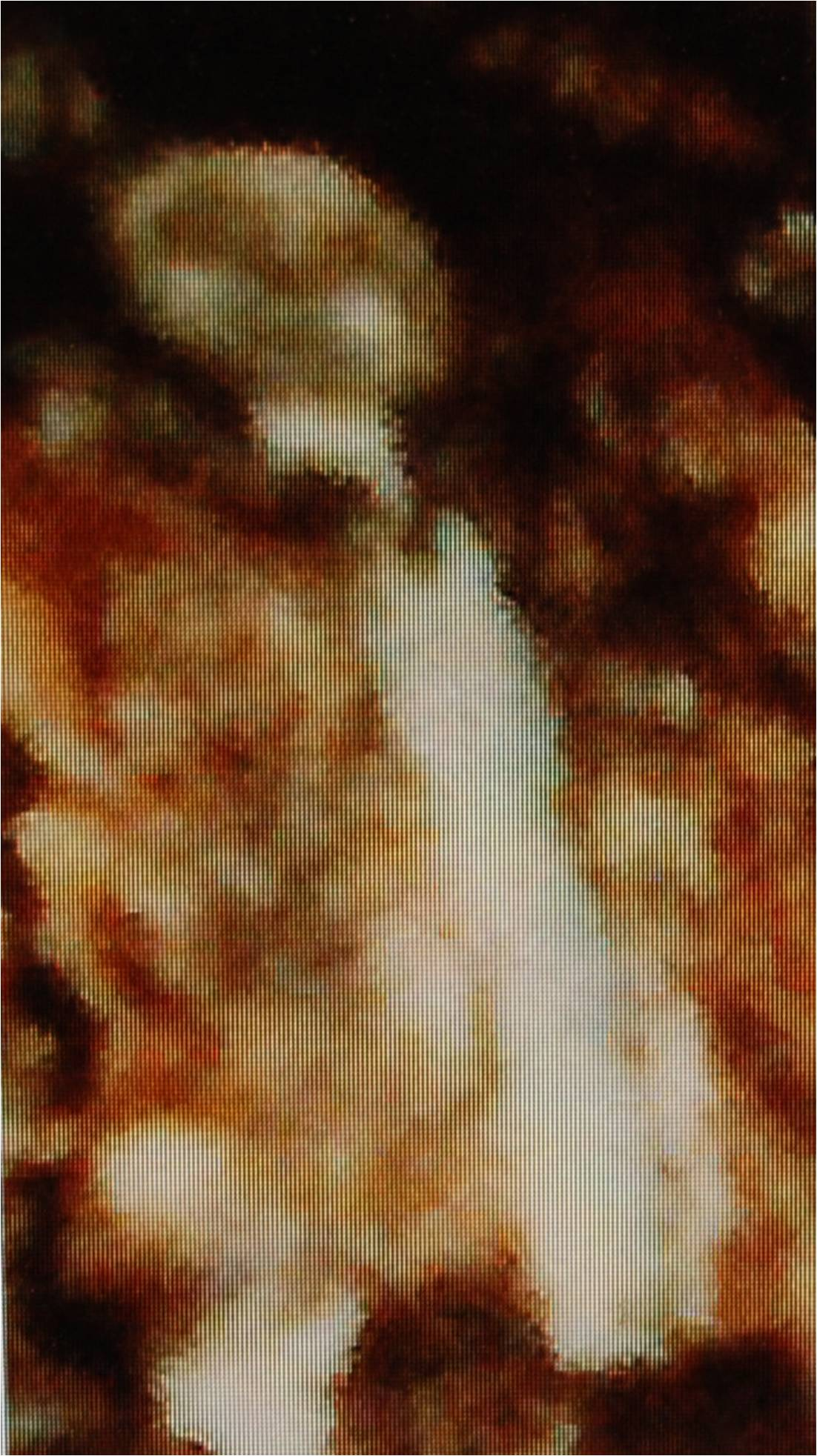
Годинник з білого золота

На жертві була зелена кофта, зелені картаті штани і зелене пончо. Також вона носила годинник з білого золота, золоте намисто, а на безіменному пальці була золота каблучка з прозорим каменем, що вказує на можливий шлюб.
Судовий огляд останків був здійснений доктором Вільямом Шутце. Він зробив висновок, що жертва була вбита приблизно за 30 днів до її виявлення, хоча могла бути мертва і до 2 місяців. Чоловічий ремінь 36-го розміру був обмотаний навколо її шиї, що вказувало на удушення як найбільш ймовірну причину смерті.

## Судова експертиза
У лютому 1986 року була проведена ексгумація тіла для подальшого вивчення. Жінці було від 17 до 24 років на момент смерті, важила приблизно 115 фунтів (~52 кг). У неї було темне волосся і темні очі, виступаючі вилиці, зріст був від 5 футів і 2 дюймів до 5 футів і 5 дюймів (157,5 — 165 см). Протягом життя їй було зроблено багато операцій на зубах, включаючи кілька срібних пломб, а на одному з правих верхніх зубів була коронка.
Було визначено, що вона народила не менше двох дітей. На додаток, одне з її ребер на момент смерті було зламано, що дало слідчим підставу припускати, що вбивця спирався на неї коліном, коли душив ременем.
Спочатку слідчі вважали, що жінка європейка або корінна американка; подальше вивчення ексгумованих останків, здійснене в 2012 році, встановило, що вона була родом з Європи. Також вивчення ліній Гарріса в кістках жертви виявило, що захворювання або недоїдання тимчасово уповільнило її зріст в дитинстві.
Дослідження ізотопів свинцю в зубах жертви дозволило геологу з'ясувати, що жінка, безсумнівно, провела її дитинство і юнацтво десь поруч з морем в південній Європі; швидше за все південніше грецької столиці Афіни, вона бувала там і протягом останнього року життя. Геолог Джордж Каменов зазначив рибальський порт Лаврион в Греції як найбільш ймовірне місце її проживання.
Враховуючи факт, що велика греко-американська діаспора проживає в Тарпон-Спрінгс (приблизно 117 км або 73 миль від озера Панасоффкі), а також додаткові факти проживання в Греції аж до невідомої дати в 1970 і те, що жертва була мертва близько 30 днів перед її виявленням, є можливість припускати, що вона відвідувала США, щоб відсвяткувати свято Богоявлення.
В підтримку теорії про тимчасове відвідування говорить і дослідження волосся, яке вказало на те, що жертва пробула у Флориді менше двох місяців до вбивства.
На її правому гомілкостопі була проведена операція, коли їй було приблизно 16 років. У ході операції в сухожилля і кістки вводять гвинти, можливо, жертва пошкоджувала голеностоп кілька разів до операції. На правій нозі також був знайдений періостит, який повинен був приносити жінці помітні незручності протягом усього життя.

## Реконструкції зовнішності
У 1971 році була проведена реконструкція обличчя жінки, щоб спробувати зобразити, як вона виглядала в різні періоди свого життя. У 2012 зовнішність знову була відтворена, на цей раз вона відрізнялася від попередньої версії. Додатково створено макет одягу вбитої.

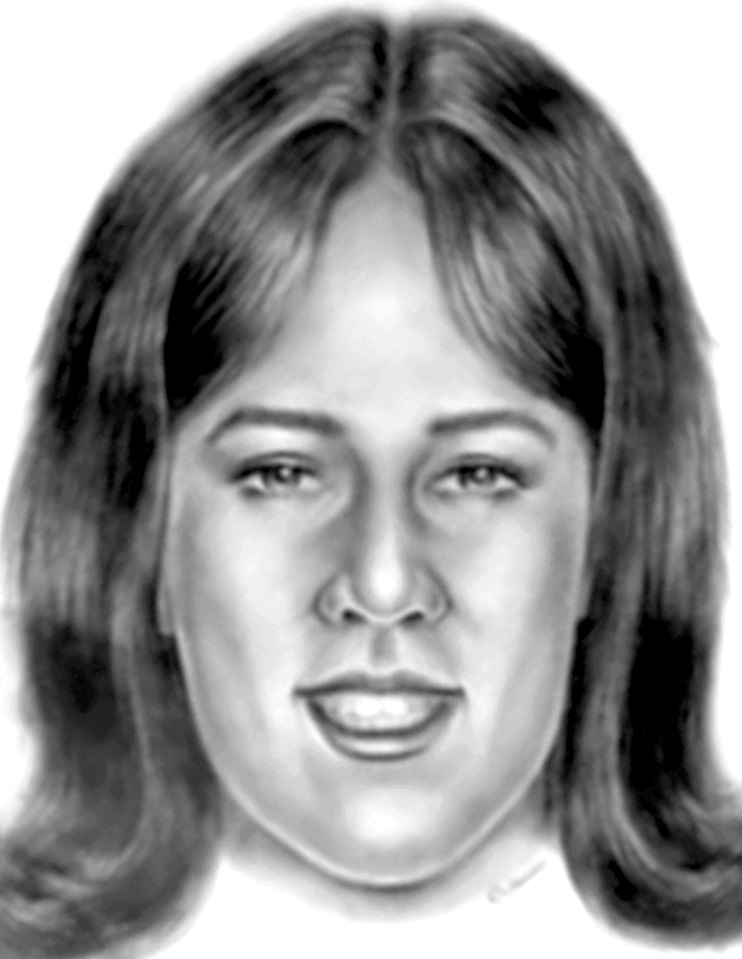
1971
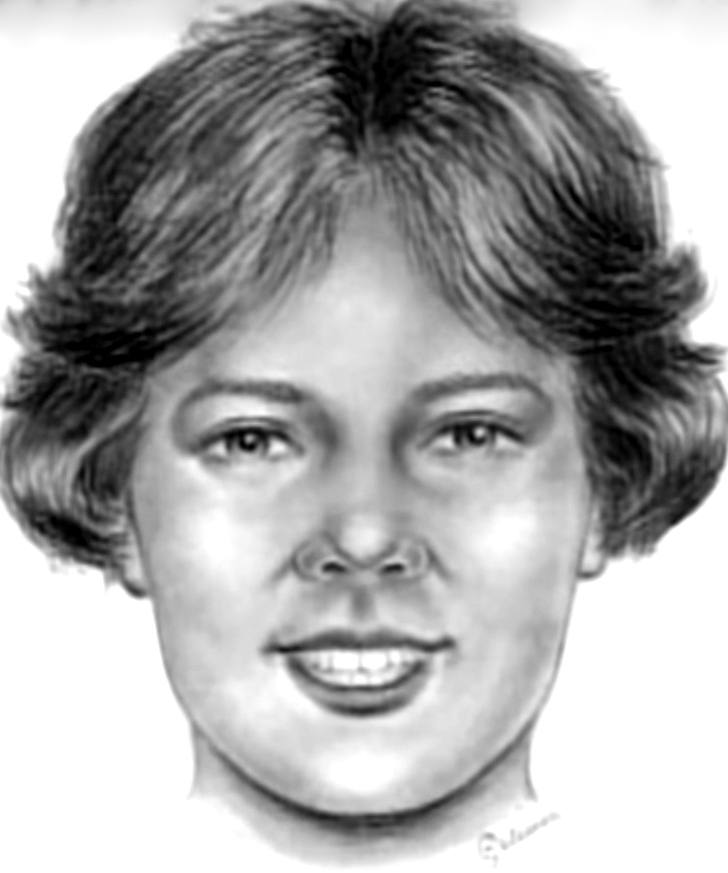
1971
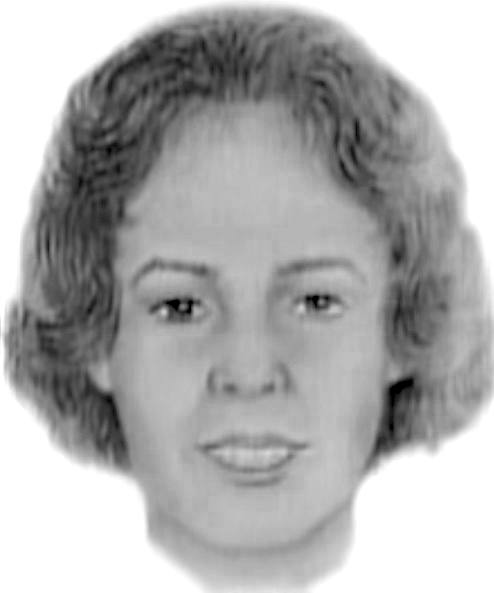
2012